# Polygonum marinense
Polygonum marinense är en slideväxtart som beskrevs av T. R. Mert. & Raven. Polygonum marinense ingår i släktet trampörter, och familjen slideväxter. Inga underarter finns listade i Catalogue of Life.